# Oskar Backlund
Johan Oskar Backlund (Länghem, 28 de abril de 1846 — Pulkowa, 29 de agosto de 1916) foi um astrônomo sueco-russo.

## Vida
Backlund estudou na Universidade de Upsália matemática  e astronomia. Emigrou em 1876 para a Rússia, a fim de trabalhar no Observatório de Tartu e a partir de 1879 no Observatório de Pulkovo, onde foi diretor de 1895 até falecer. 
Trabalhou principalmente na área de mecânica celeste.

## Prémios e honrarias
Prémios
- 1909 - Medalha de Ouro da Royal Astronomical Society[1]
- 1914 - Medalha Bruce[2]

Honrarias
O asteroide 856 Backlunda é denominado em sua homenagem, sendo também homenageado com a cratera lunar Backlund.